# Yefren (ciudad)
Yefren (en árabe: يفرن) es una ciudad del distrito de Jabal al-Gharbi en el noroeste de Libia. Yefren se encuentra a unos 100 kilómetros al suroeste de Trípoli y tenía 18.460 habitantes (en 2012). Los habitantes hablan el idioma nafusi.

## Historia
Hasta 2007, Yefren era la capital del antiguo distrito de Yefren. Antes de la reorganización del distrito en 2007, la ciudad era la capital administrativa del distrito de Yefren. La ciudad está poblada por la tribu bereber de los Beni Ifren.

### Guerra de Libia de 2011
Durante la Guerra de Libia de 2011, Yefren, controlada por los rebeldes y la vecina Al Galaa, habían estado bajo el asedio de las fuerzas leales a Muamar el Gadafi desde abril. Casi la totalidad de la población civil de los dos lugares huyó. En cuanto a las otras ciudades bereberes del Yebel Nefusa, sus habitantes se unieron muy temprano a la revuelta libia de 2011. La ciudad fue liberada por primera vez el 6 de abril de 2011, con la ayuda de los residentes vecinos de las ciudades de Nalut y Zintan, la ciudad luego fue sitiada y bombardeada por las tropas pro-Gadafi hasta principios de junio, cuando los rebeldes rompieron el sitio.